# Portraits de cadavres
Les historiens de l'art désignent sous le nom de Portraits de cadavres (également : Portraits de momies) une série de dessins au crayon que l'artiste allemend Adolph von Menzel a réalisé en 1873 après le sauvetage et l'ouverture des cercueils de la crypte sous l'église de la garnison de Berlin. Les dessins montrent les restes d'officiers prussiens des XVIIIe et XIXe siècles.

## Contexte

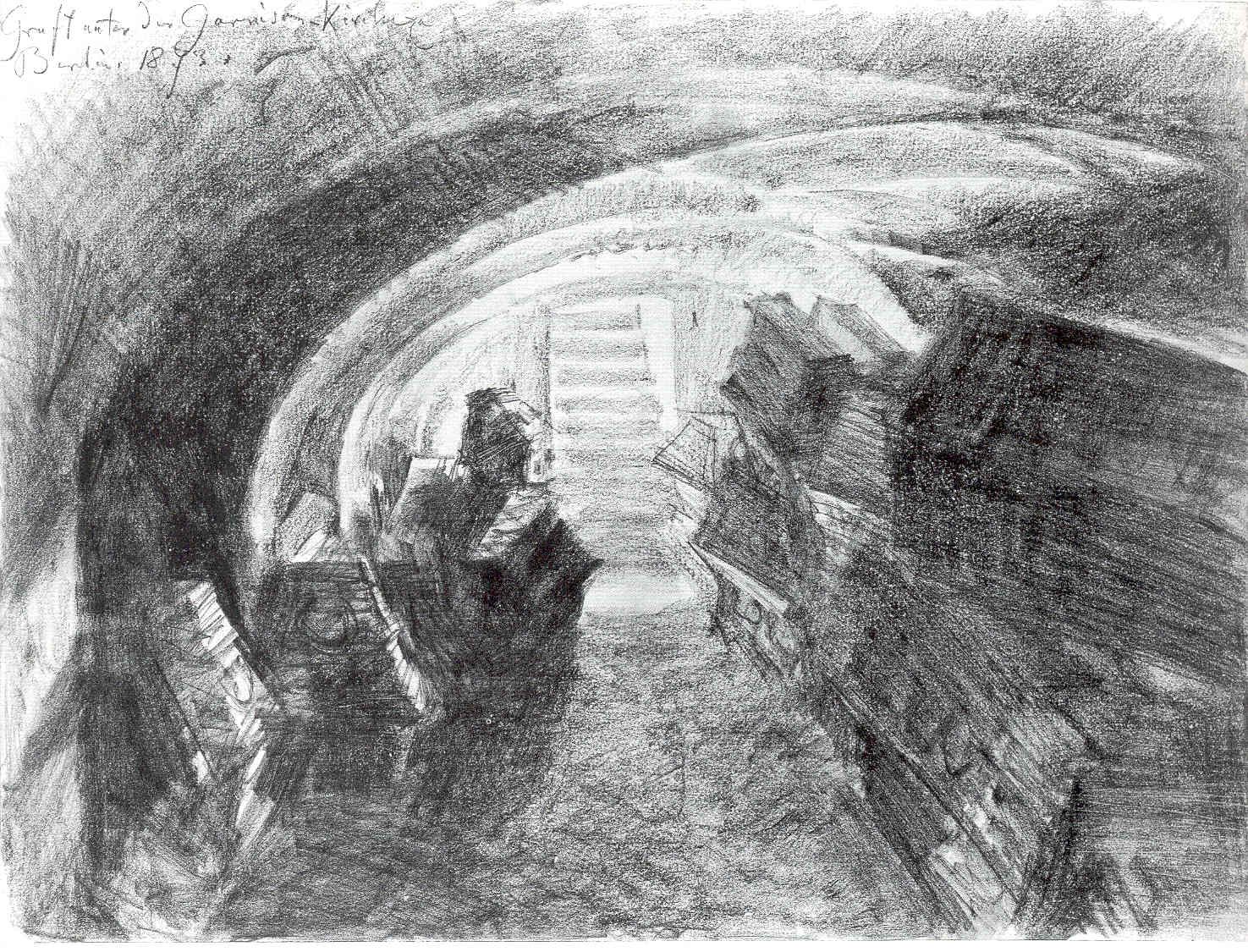
Crypte sous l'église de la garnison à Berlin, 1873 ; crayon,, Kupferstichkabinett Berlin.

Probablement dès 1705, un caveau funéraire est conçu sous la première église de la garnison, construite par Martin Grünberg sous Frédéric Ier de 1701 à 1703, destiné à la sépulture des officiers prussiens et de leurs proches. L'inhumation du général de division Daniel von Tettau en 1709 dans la crypte est certaine. Le sort des personnes qui y sont enterrées après la destruction de l'église par l'explosion de la tour poudrière voisine en août 1720, n'est pas connu. Sous la deuxième église de la garnison, qui est construite sur le même emplacement entre 1720 et 1722 selon les plans de Philipp Gerlach, une crypte est également aménagée à partir de 1723, qui est agrandie en 1740 et 1768 par manque de place. Lorsque les tombes sont fermées en 1830, il y a environ 815 cercueils, dont ceux de 15 maréchaux et de 56 généraux. En 1873, à la demande du prince héritier Friedrich Wilhelm, 555 cercueils, endommagés pour la plupart, sont transportés dans le cimetière de la garnison de la Müllerstraße. À l'été 1873, Adolph Menzel est présent sous l'église de la garnison lors de l'ouverture de la crypte et du sauvetage des cercueils. Certains des corps récupérés sont en grande partie momifiés.

## Les dessins
Menzel dessine la crypte dans son état. Il accentue l'impression désordonnée de la salle avec les cercueils entassés comme par hasard. À travers l'incidence de la lumière, il dessine les escaliers menant à la sortie, que l’on ne peut atteindre qu’en enjambant les morts. L'aspect de la crypte, que Menzel a capturé dans un autre dessin sous un angle différent, est considérée comme une « introduction » aux Portraits de cadavres.

### Le Cadavre du maréchal Keith

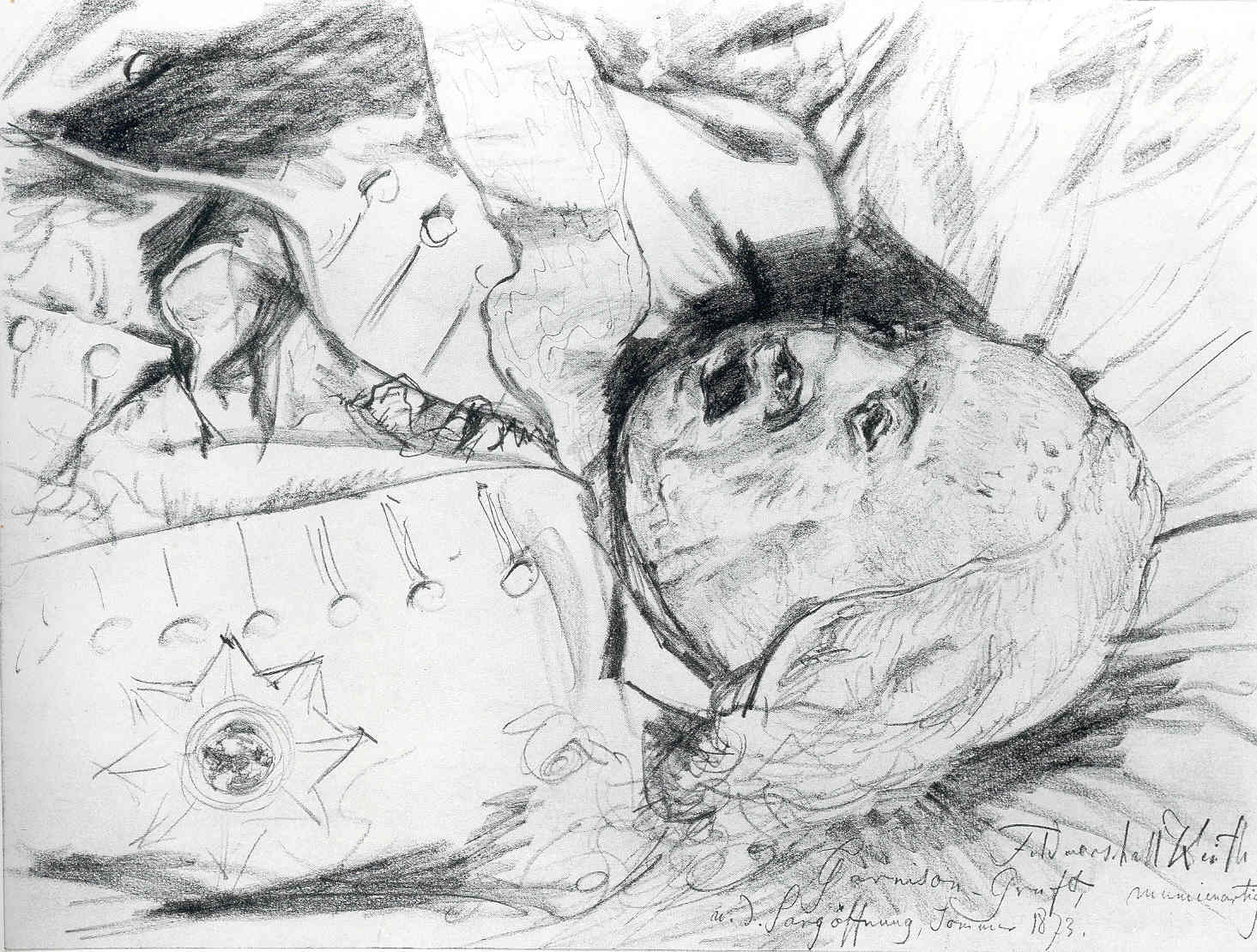
Cadavre du maréchal Keith ; crayon, 23,8 × 33.2 cm, Kupferstichkabinett Berlin

En 1851, Menzel dessine un portrait du maréchal prussien James Francis Edward Keith (1696–1758) basé sur de vieux portraits idéalisés. « C'est Keith, je le reconnais à la ressemblance », déclare Menzel à l'ouverture du cercueil. Le dessin de la dépouille du maréchal décédé lors de la bataille de Hochkirch pendant la guerre de Sept Ans en 1758 montre le mort avec ses cheveux sur la tête et l'Ordre de l'Aigle noir sur son uniforme. La perspective est choisie de manière que le côté du visage blessé mortellement, un coup dans la bouche, ne soit pas visible. En 1883, le colonel von Prittwitz, qui était présent lors de l'ouverture de la crypte, corrigea dans une publication l'affirmation selon laquelle Keith était mort d'une balle dans sa « poitrine de héros ». Le dessin est sous-titré : Maréchal Keith, momie, crypte de la garnison, ouverture du cercueil, été 1873.

### Crâne et bottes

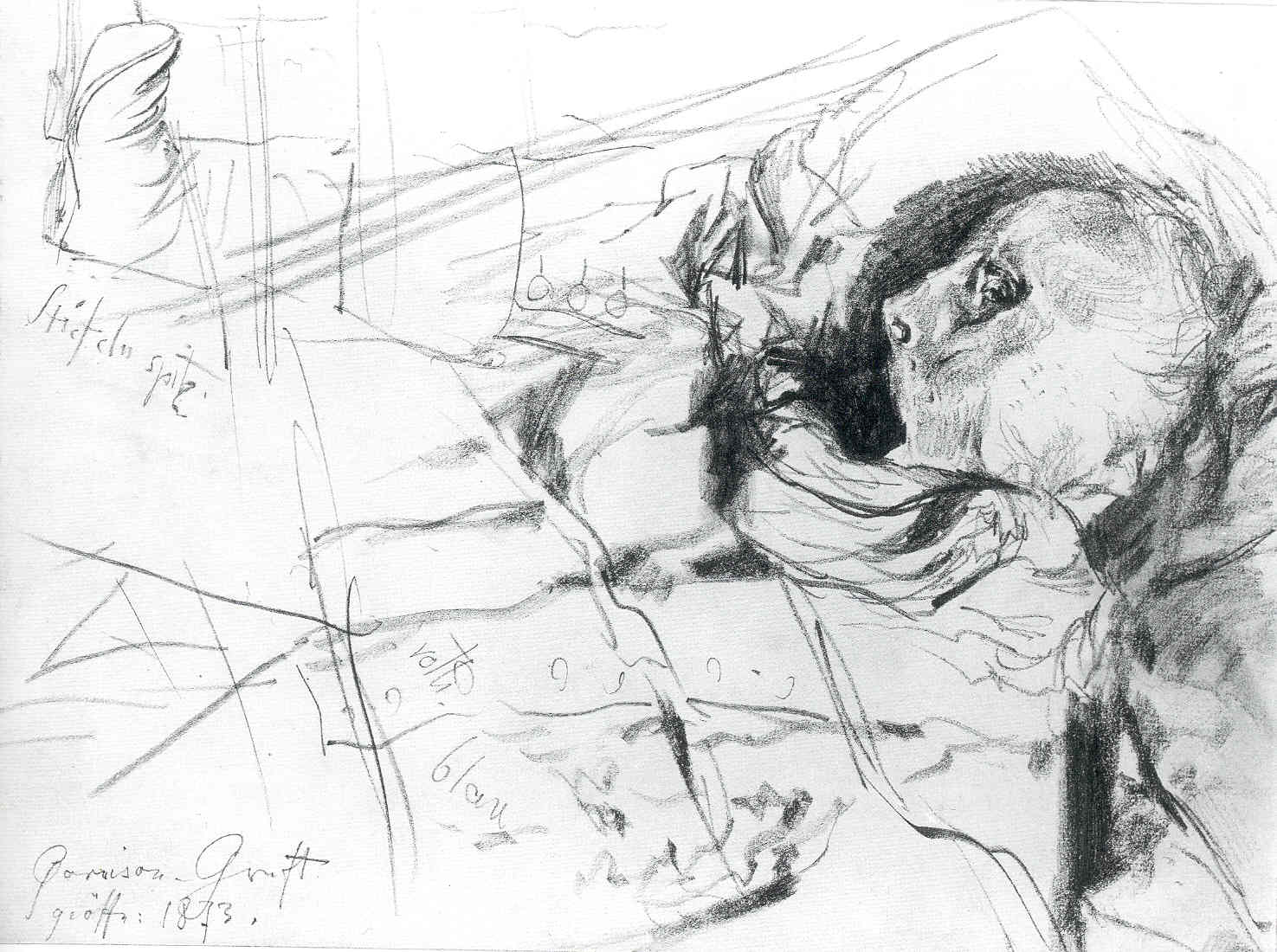
Crâne et bottes ; crayon, 23,8 × 33.2 cm, Kupferstichkabinett Berlin.

Le mort n'est pas identifié. Menzel note en bas à gauche : Ouverture de la crypte de la garnison : 1873. Le dessin vise à représenter le crâne. L'ombre portée souligne le profil avec la bouche ouverte, un foulard est représenté autour du cou, le reste est figuré comme une esquisse. Menzel note les informations de couleur sur la tunique de l'uniforme : rouge, bleu . Le dessin d'une botte est placé sur le bord du cercueil comme détail significatif (la mention « les bottes pointues » est notée en-dessous), le pantalon de l'uniforme, à l'intérieur, est maintenu en place. Dans de nombreux croquis, Menzel préfère assembler les détails d'une scène ou d'un objet ; cette technique lui permet de se souvenir ensuite des liens.

### Cadavre d'un officier
Sur la feuille avec le cadavre d'un officier, sur laquelle sa botte est également esquissée en bas, Menzel note les dimensions de l'officier en pieds et en pouces. Rab blanc uniforme : rouge, est également écrit sur le bord supérieur de la feuille, et : Sur le couvercle du cercueil uniquement les lettres Gd v G.1794. Le cadavre apparait comme si la momification l'avait rétréci dans son uniforme de gala blanc aux revers de poitrine rouges. Le défunt est probablement le chef du département militaire à la Direction générale, le Generalleutnant Georg Dietrich von der Groeben, décédé en 1794 et inhumé dans la crypte le 11 juillet 1794. La note de Menzel sur le dessin Gd v G permet cette identification par rapport aux registres militaires paroissiaux. En bas à gauche se trouve la note de la main de Menzel : Garn : Gruft, geöffn. 1873.

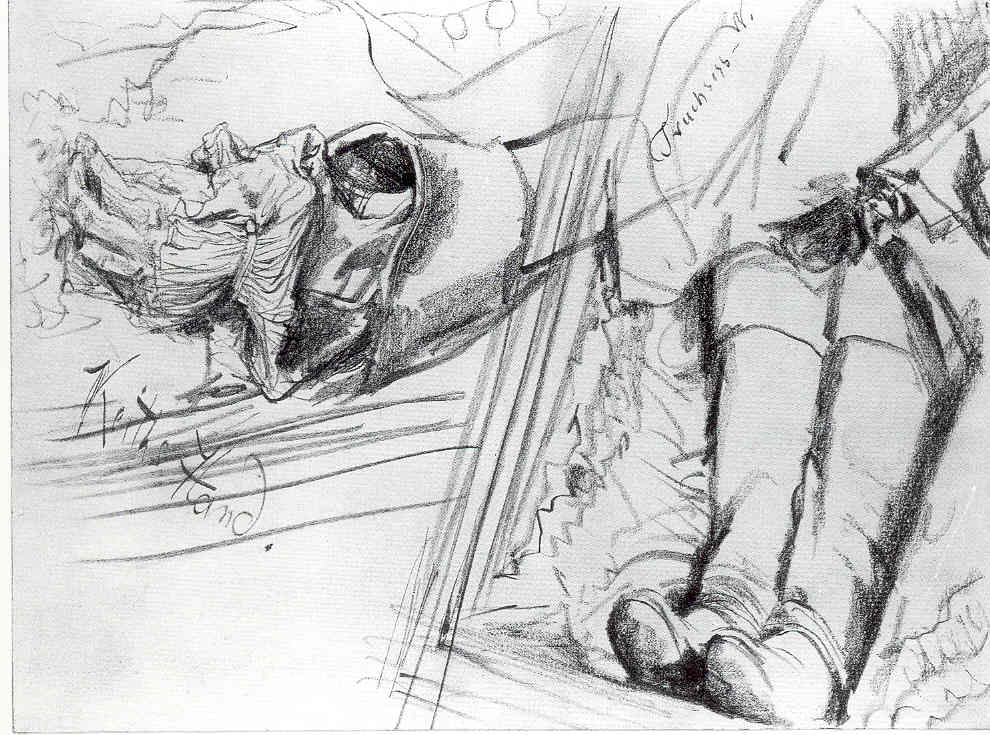
Main et jambes du comte impérial Truchsess de Waldburg ; crayon, 23,8 × 33.2 cm, Kupferstichkabinett Berlin.

### La main de Keith et les jambes du comte impérial
La feuille montre les détails de deux cadavres différents. En haut à gauche, se trouve la main momifiée du feld-maréchal Keith capturée dans une vue latérale, notée comme « la main de Keith », son corps étant seulement suggéré par la manche reposant à côté de la veste d'uniforme, rendue en une fine ligne en haut de la feuille. Les jambes du comte impérial Truchsess von Waldburg sont dessinées vues d'en haut, Menzel a écrit Truchsess W sur le drap au-dessus d'elles. Dans le dessin nécrologique, les bords du cercueil, exécutés en lignes rapides et erratiques, transmettent le souvenir de l'état désordonné dans lequel les cercueils empilés ont été retrouvés.

### Cadavre du comte impérial Truchsess de Waldburg

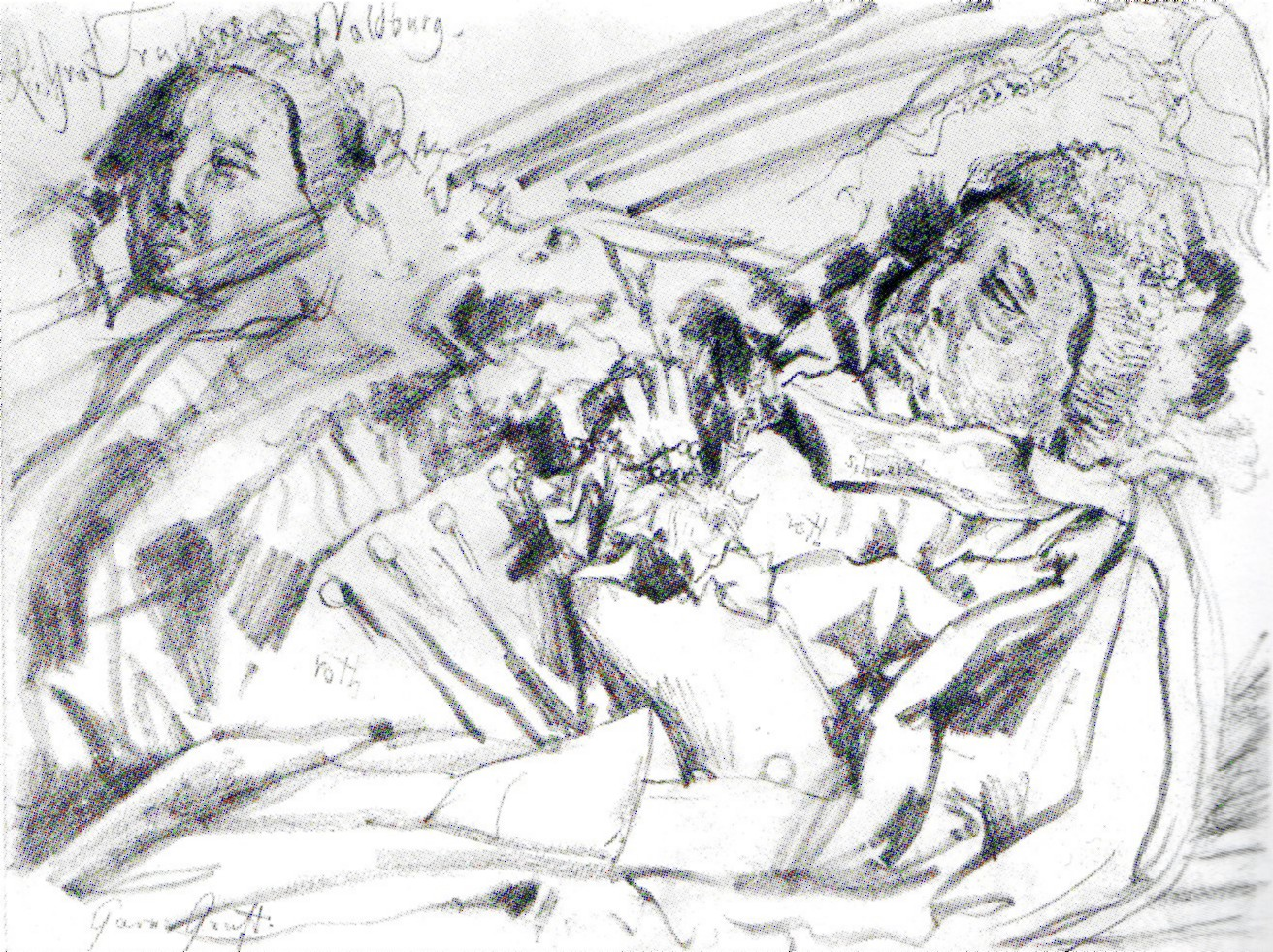
Cadavre du comte impérial Truchsess de Waldburg.

Une autre feuille montre la moitié supérieure du cadavre du comte Truchsess von Waldburg (1714-1748) dans son cercueil, avec un chapelet dans les mains, ainsi que sa tête. L'officier, qui est identique au Truchsess W, dont les jambes Menzel sont représentées avec la main de Keith, porte une médaille comme décoration de manteau et de cou dans ce dessin, qui en 1996 a été identifié à tort comme la Croix de fer, ce qui signifiait que le défunt devait avoir participé aux guerres de la Campagne d'Allemagne (1813). Cette thèse a été réfutée en 2004, car les registres paroissiaux n'indiquent pas de Truchsess von Waldburg enterré dans la crypte après 1800, et la croix de fer n'était pas portée comme décoration de manteau. Au lieu de cela, l'ordre a été identifié comme le Grand bailliage de Brandebourg, auquel appartenait au moins l'un des quatre intendants de Waldburg enterrés dans la crypte. La référence de Menzel à une tunique d'uniforme rouge portée par le Rittmeister comme uniforme de gala des officiers du régiment Gens d'Armes penche également en faveur du comte impérial Otto Wilhelm Truchsess, comte zu Waldburg (1714-1748).

## Analyse

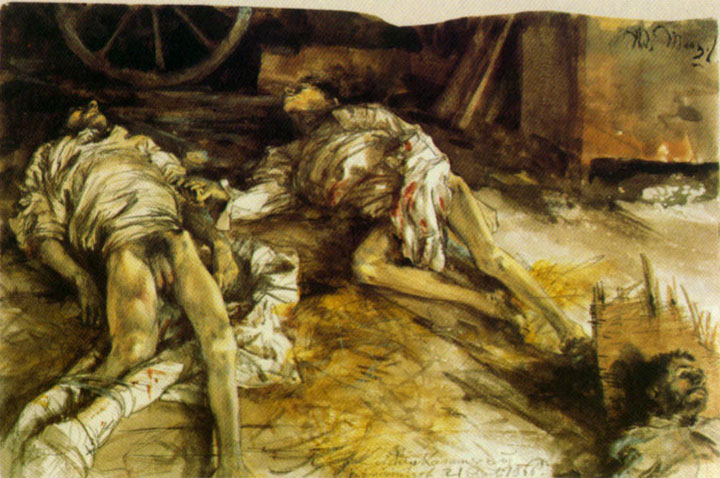
Trois soldats tombés dans une grange, 1866 ; crayon, aquarelle, Kupferstichkabinett Berlin.

La rencontre avec les morts n'est pas la première du genre pour Adolph Menzel. A la mi-juillet 1866, à la fin de la guerre austro-prussienne à Königgrätz, il a réalisé des dessins et des aquarelles de soldats morts et mourants, y compris des études de ceux qui venaient de mourir, qui n'avaient pas été abandonnés, mais avaient été provisoirement disposés sur la paille dans une grange. Dans une lettre datée du 2 août de la même année, Menzel commente son impression de « [...] mettre son nez dans la misère et puer pendant 14 jours ». Deux jours plus tôt, le 31 juillet, il annonce dans une lettre moins respectueuse le projet de « voir le visage souriant du vieux Friedlander dans son cercueil à Gitschin ». Les Portraits de cadavres de Menzel de la crypte de l'église de la garnison montrent une manière rapide de travailler. Malgré leur objectivité, ils révèlent chacun « un dialogue intense avec le 'modèle' mort ».

## Histoire
Adolph Menzel a probablement saisi la visite de la crypte et les cadavres dans les cercueils ouverts dans l'un de ses nombreux carnets de dessins, dont les feuilles ont ensuite été ôtées. Les dessins ont été acquis par la Alte Nationalgalerie de Berlin en 1906 avec la succession d'Adolph von Menzel, décédé en 1905 ; ils  y avaient déjà été exposés en 1905 à l'occasion d'une exposition commémorative après la mort de Menzel. Une sélection de la série de portraits de cadavres de Menzel a été présenté lors d'expositions à Vienne (Autriche) et à Copenhague en 1985 et à Paris, Washington (district de Columbia) et Berlin en 1996 et 1997. Le nombre exact de feuilles que Menzel a faites dans la crypte en 1873 n'a pas encore été publié.